# Szkarłatna ulica
Szkarłatna ulica (tytuł oryg: Scarlet Street) – amerykański film noir z 1945 w reżyserii Fritza Langa.

## Obsada
- Edward G. Robinson jako Christopher "Chris" Cross
- Joan Bennett jako Katherine "Kitty" March
- Dan Duryea jako Johnny Prince
- Margaret Lindsay jako Millie Ray
- Rosalind Ivan jako Adele Cross
- Jess Barker jako Damon Janeway
- Charles Kemper jako Higgins (mężczyzna z opaską na oku)
- Anita Sharp-Bolster jako pani Michaels
- Samuel S. Hinds jako Charles Pringle
- Vladimir Sokoloff jako Pop LeJon
- Arthur Loft jako Delarowe
- Russell Hicks jako J.J. Hogarth